# Versandspediteur
Als Versandspediteur wird ein Spediteur aus dem Sammelgutverkehr bezeichnet, der Frachtgut vom Verkäufer (Befrachter) im Vorlauf zum Ladeplatz für den Hauptlauf transportiert. 

## Allgemeines
Ein Versandspediteur ist erforderlich, wenn im kombinierten Verkehr mindestens zwei Transportunternehmen zum Einsatz kommen. Dann ist der Versandspediteur im Vorlauf beispielsweise für den Transport zum Bahnhof zuständig, wo er das Frachtgut in den Güterzug verlädt. Am Bestimmungsbahnhof holt der Empfangsspediteur das Gut für den Nachlauf ab und sorgt für die Ablieferung beim Empfänger. Versandspediteur und Empfangsspediteur werden gemäß § 460 Abs. 2 HGB wie ein Frachtführer behandelt, soweit sich das Frachtgut als Sammelladung in ihrer Obhut befindet.

## Aufgaben
Das Aufgabenfeld der Versandspediteurs beginnt mit der Abholung der Güter beim Absender und setzt sich fort mit der Verladung für den Hauptlauf. Dieser Hauptlauf kann neben dem Güterzug auch das Frachtschiff oder das Frachtflugzeug sein. Darüber hinaus überwacht der Versandspediteur die Sendung beim Empfangsspediteur und prüft unter anderem, ob der Empfangsspediteur die Sendung in der Nahwerksauslieferung und ob eine Zustellung erfolgt ist. Er ist außerdem für die Bearbeitungen und Meldungen der Annahmeverweigerungen zuständig und meldet die vom Empfangsspediteur erhaltenen Annahmeverweigerungen an die Versender weiter und bearbeitet die Verfügungen der Versender. Die vom Versandspediteur dem Auftraggeber in Rechnung gestellten Transportkosten heißen Rollgeld.